# Clos-du-Doubs
Clos-du-Doubs (en franc-comtois : Chôs di Doubs) est une commune suisse du canton du Jura, dans le district de Porrentruy.
La commune de 1 275 habitants (2022) est issue de la fusion en 2009 d'Épauvillers, Épiquerez, Montenol, Montmelon, Ocourt, Saint-Ursanne et Seleute.

## Géographie

### Localisation
La commune forme, avec celle de Soubey, la région du Clos du Doubs. Il s'agit de la seule commune suisse située sur la rive gauche du Doubs. Cette région, formée par les villages d'Épiquerez, Épauvillers et Montenol a souvent été considérée comme une enclave, car le nombre de ponts sur le Doubs et leur largeur ont longtemps été insuffisants.
Le territoire de Clos-du-Doubs s'étend sur 61,77 km2. Lors du relevé de 2013-2018, les surfaces d'habitations et d'infrastructures représentaient 3,8 % de sa superficie, les surfaces agricoles 43,2 %, les surfaces boisées 51,7 % et les surfaces improductives 1,3 %.

### Communes limitrophes
Les communes limitrophes sont  Boécourt, Burnevillers, Cornol, Courgenay, Fontenais, Haute-Sorne, La Baroche, Montancy, Montfaucon, Saint-Brais et Soubey.

## Histoire
La commune de Clos-du-Doubs a été créée le 1er janvier 2009 à la suite de la fusion des communes d'Épauvillers, Épiquerez, Montenol, Montmelon, Ocourt, Saint-Ursanne et Seleute .

## Démographie

### Évolution de la population
Clos-du-Doubs compte 1 275 habitants au 31 décembre 2022 pour une densité de population de 21 hab/km2. Sur la période 2010-2019, sa population est restée stable (canton : 5,1 % ; Suisse : 9,4 %).  

### Pyramide des âges
En 2020, le taux de personnes de moins de 30 ans s'élève à 29,2 %, au-dessous de la valeur cantonale (33 %). Le taux de personnes de plus de 60 ans est quant à lui de 33,8 %, alors qu'il est de 28,1 % au niveau cantonal.
La même année, la commune compte 643 hommes pour 620 femmes, soit un taux de 50,9 % d'hommes, supérieur à celui du canton (49,5 %).
| Hommes | Classe d’âge | Femmes |
| ------ | ------------ | ------ |
| 1,2    | 90 ans ou +  | 1,5    |
| 9,2    | 75 à 89 ans  | 11,1   |
| 23,2   | 60 à 74 ans  | 21,3   |
| 18,8   | 45 à 59 ans  | 20,6   |
| 17,9   | 30 à 44 ans  | 16,9   |
| 14,2   | 15 à 29 ans  | 15,8   |
| 15,6   | - de 14 ans  | 12,7   |

| Hommes | Classe d’âge | Femmes |
| ------ | ------------ | ------ |
| 0,7    | 90 ans ou +  | 1,7    |
| 7,8    | 75 à 89 ans  | 10,1   |
| 17,7   | 60 à 74 ans  | 18,1   |
| 21,1   | 45 à 59 ans  | 21,4   |
| 18,1   | 30 à 44 ans  | 17,3   |
| 18,9   | 15 à 29 ans  | 16,9   |
| 15,7   | - de 14 ans  | 14,5   |